# Biomaterial

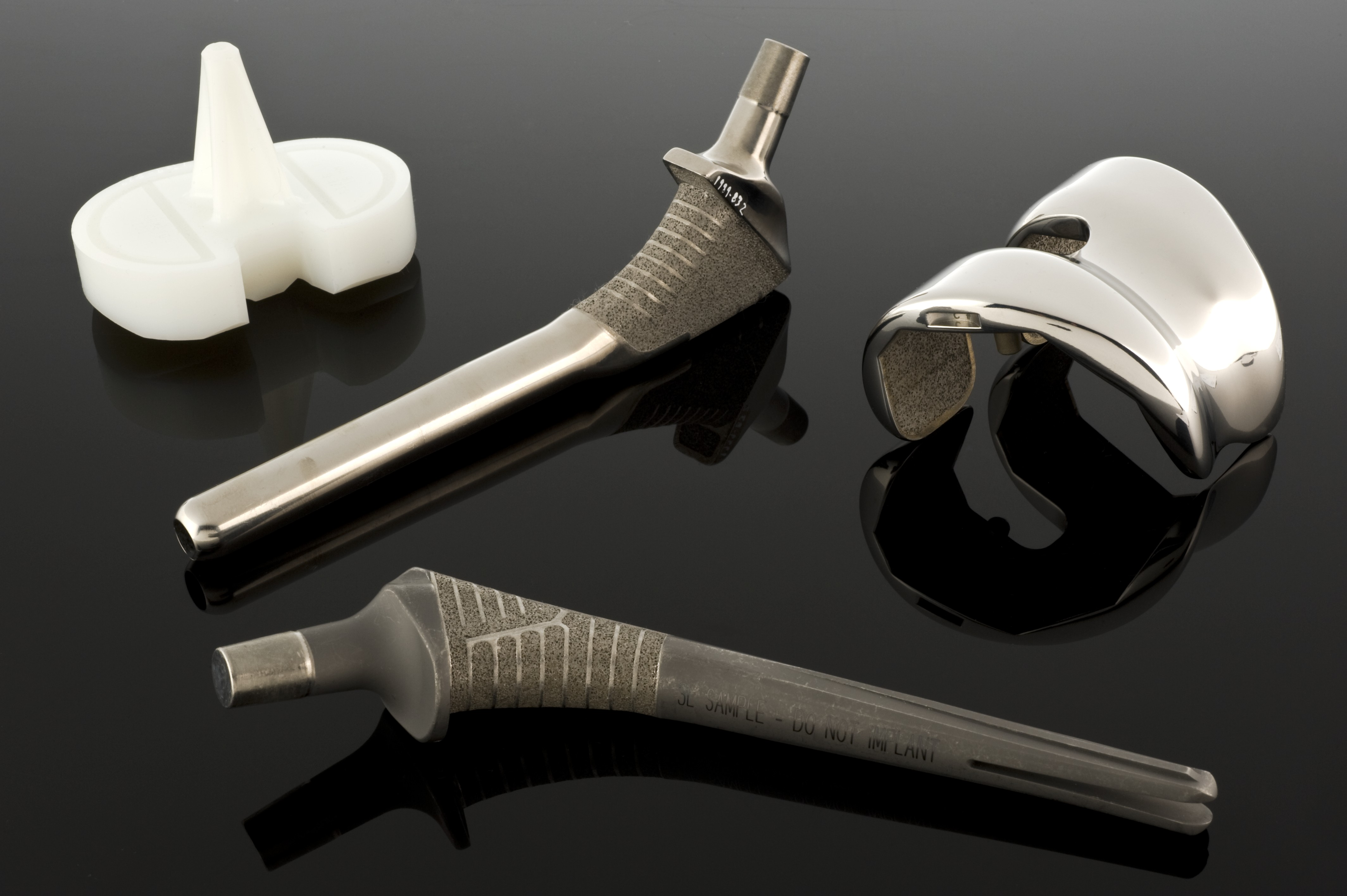
Un implante de cadera es un ejemplo de una aplicación de biomateriales

Un biomaterial es cualquier sustancia que ha sido diseñada para interactuar con los sistemas biológicos con un propósito médico, ya sea terapéutico (tratamiento, suplementos, reparación o reemplazo de una función tisular del cuerpo) o de diagnóstico. Como ciencia, los biomateriales tienen unos cincuenta años. El estudio de los biomateriales se llama ciencia de los biomateriales o ingeniería de biomateriales. Ha experimentado un crecimiento constante y fuerte a lo largo de su historia, con muchas compañías invirtiendo grandes cantidades de dinero en el desarrollo de nuevos productos. La ciencia de los biomateriales abarca elementos de la medicina, la biología, la química, la ingeniería tisular y la ciencia de los materiales.

Tenga en cuenta que un biomaterial es diferente de un material biológico, como el hueso, que es producido por un sistema biológico. Además, se debe tener cuidado al definir un biomaterial como biocompatible, ya que es específico para cada aplicación. Un biomaterial que es biocompatible o adecuado para una aplicación puede que no lo sea en otra.

## Introducción
Los biomateriales se pueden derivar de la naturaleza o sintetizar en el laboratorio utilizando una variedad de enfoques químicos que utilizan componentes metálicos, polímeros, cerámicas o materiales compuestos. A menudo se utilizan o se adaptan para una aplicación médica, por lo tanto comprenden toda o parte de una estructura viva o dispositivo biomédico que realiza, aumenta o reemplaza una función natural. Estas funciones pueden ser relativamente pasivas, como las que se utilizan para una válvula cardíaca o pueden ser bioactivas con una funcionalidad más interactiva, como los implantes de cadera recubierto de hidroxiapatita. Los biomateriales también se utilizan todos los días en aplicaciones dentales, cirugía y administración de medicamentos. Por ejemplo, una construcción con productos impregnados con farmacéuticos puede ser colocada en el cuerpo, lo que permite la liberación prolongada de un medicamento durante un período de tiempo prolongado. Un biomaterial también puede ser un autoinjerto, aloinjerto o xenoinjerto utilizado como material de trasplante. hongos

## Bioactividad
La capacidad de un biomaterial diseñado para inducir una respuesta fisiológica que apoye la función y el rendimiento del biomaterial se conoce como bioactividad. Más comúnmente, en vidrios bioactivos y cerámicas bioactivas, este término se refiere a la capacidad de los materiales implantados para unirse bien con el tejido circundante, ya sea en funciones osteoconductivas u osteoproductivas. Los materiales de los implantes óseos a menudo están diseñados para promover el crecimiento óseo mientras se disuelven en el fluido corporal circundante. Por lo tanto, es conveniente que muchos biomateriales tengan una buena biocompatibilidad junto con una buena resistencia y tasas de disolución. Usualmente, la bioactividad de los biomateriales se mide por la biomineralización de la superficie en la que se forma una capa nativa de hidroxiapatita en la superficie.

## Autoensamblado
El autoensamblado es el término más común en uso en la comunidad científica moderna para describir la agregación espontánea de partículas (átomos, moléculas, coloides, micelas, etc.) sin la influencia de ninguna fuerza externa. Se sabe que grandes grupos de tales partículas se ensamblan en conjuntos termodinámicamente estables, de estructura bien definida, que recuerdan bastante a uno de los 7 sistemas de cristal que se encuentran en la metalurgia y la mineralogía (por ejemplo, cúbicos centrados en la cara, cúbicos centrados en el cuerpo, etc.). La diferencia fundamental en la estructura del equilibrio está en la escala espacial de la célula de la unidad (o parámetro de red) en cada caso particular.
El autoensamblado molecular se encuentra ampliamente en los sistemas biológicos y proporciona la base de una amplia variedad de estructuras biológicas complejas. Esto incluye una clase emergente de biomateriales mecánicamente superiores basados en características microestructurales y diseños encontrados en la naturaleza. Así, el autoensamblado también está emergiendo como una nueva estrategia en la síntesis química y la nanotecnología. Los cristales moleculares, los cristales líquidos, los coloides, las micelas, las emulsiones, los polímeros separados por fases, las películas delgadas y las monocapas autoensambladas representan ejemplos de los tipos de estructuras altamente ordenadas que se obtienen utilizando estas técnicas. El rasgo distintivo de estos métodos es la autoorganización.

## Estructura jerárquica
Casi todos los materiales podrían ser vistos como estructurados de modo jerárquico, especialmente desde que los cambios en la escala espacial provocan diferentes mecanismos de deformación y daño. Sin embargo, en los materiales biológicos esta organización jerárquica es inherente a la microestructura. Uno de los primeros ejemplos de esto, en la historia de la biología estructural, es el primer trabajo de dispersión de rayos X sobre la estructura jerárquica del cabello y la lana de Astbury y Woods. Por ejemplo, en el hueso, el colágeno es el bloque de construcción de la matriz orgánica, una triple hélice con un diámetro de 1,5 nm. Estas moléculas de tropocolágeno se intercalan con la fase mineral (hidroxiapatita, un fosfato de calcio) formando fibrillas que se enroscan en helicoides de direcciones alternas. Estos "osteones" son los bloques básicos de construcción de los huesos, siendo la distribución de la fracción de volumen entre la fase orgánica y la fase mineral de alrededor de 60/40.
En otro nivel de complejidad, los cristales de hidroxiapatita son plaquetas minerales que tienen un diámetro de aproximadamente 70 y 100 nm y un espesor de 1 nm. Originalmente se nuclean en los espacios entre las fibrillas de colágeno.
De manera similar, la jerarquía de la concha de abulón comienza a nivel nano, con una capa orgánica que tiene un espesor de 20 y 30 nm. Esta capa procede con cristales individuales de aragonito (un polimorfo de CaCO3) que consiste en "ladrillos" con dimensiones de 0,5 y terminando con capas de aproximadamente 0,3 mm (mesoestructura).
Los cangrejos son artrópodos cuyo caparazón está hecho de un componente duro mineralizado (que exhibe una fractura quebradiza) y un componente orgánico más suave compuesto principalmente de quitina. El componente quebradizo está dispuesto en un patrón helicoidal. Cada una de estas ‘barras' minerales (1 μm de diámetro) contiene fibrillas de quitina y proteína con un diámetro aproximado de 60 nm. Estas fibrillas están formadas por canales de 3 nm de diámetro que unen el interior y el exterior del caparazón.

## Aplicaciones
Los biomateriales son utilizados en:
- Reemplazo de articulaciones

- Placas óseas

- Lentes intraoculares (LIO) para la cirugía ocular

- Cemento óseo

- Ligamentos y tendones artificiales

- Implantes dentales para la fijación de dientes

- Prótesis de vasos sanguíneos

- Válvulas cardíacas

- Dispositivos de reparación de la piel (tejido artificial)

- Reemplazos cocleares

- Lentes de contacto

- Implantes mamarios

- Mecanismos de administración de medicamentos

- Materiales sostenibles

- Injertos vasculares

- Estents

- Conductos nerviosos

- Suturas, clips y grapas quirúrgicas para el cierre de heridas.

- Pasadores y tornillos para la estabilización de la fractura.

- Malla quirúrgica

Los biomateriales deben ser compatibles con el cuerpo, a menudo existen problemas de biocompatibilidad que deben resolverse antes de que un producto pueda comercializarse y utilizarse en un entorno clínico. Por ello, los biomateriales suelen estar sujetos a los mismos requisitos que los que se aplican a los nuevos tratamientos farmacológicos.
Todas las empresas de fabricación también están obligadas a garantizar la trazabilidad de todos sus productos para que, en caso de que se descubra un producto defectuoso, se puedan rastrear otros del mismo lote.

### Válvulas cárdiacas
En los Estados Unidos, el 45% de los 250,000 procedimientos de reemplazo de válvulas que se realizan anualmente involucran un implante valvular mecánico. La válvula más utilizada es una válvula cardíaca de disco biliar o válvula de St. Jude La mecánica consiste en dos discos semicirculares que se mueven hacia adelante y hacia atrás, ambos permiten el flujo de sangre, así como la capacidad de formar un sello contra el reflujo. La válvula está recubierta de carbono pirolítico y está fijada al tejido circundante con una malla de tejido llamada Dacron (nombre comercial de du Pont para el politereftalato de etileno). La malla permite que el tejido del cuerpo crezca mientras incorpora la válvula.

### Reparación de la piel
La mayoría de las veces, el tejido "artificial" se cultiva a partir de las propias células del paciente. Sin embargo, cuando el daño es tan extremo que es imposible utilizar las propias células del paciente, se cultivan células de tejido artificial. La dificultad está en encontrar un andamio en el que las células puedan crecer y organizarse. Las características del andamio celular deben ser la biocompatibilidad, las células pueden adherirse al andamio, mecánicamente fuerte y biodegradable. Un andamiaje exitoso es un copolímero de ácido láctico y ácido glicólico.

## Compatibilidad
La biocompatibilidad está relacionada con el comportamiento de los biomateriales en diversos entornos y bajo diversas condiciones químicas y físicas. El término puede referirse a propiedades específicas de un material sin especificar dónde o cómo se va a utilizar el material. Por ejemplo, un material puede provocar una respuesta inmunitaria escasa o nula en un organismo determinado, puede o no ser capaz de integrarse con un tipo de célula o tejido determinado. La ambigüedad del término refleja el continuo desarrollo de conocimientos sobre cómo interactúan los biomateriales con el cuerpo humano, finalmente, cómo esas interacciones determinan el éxito clínico de un dispositivo médico (como el marcapasos o el reemplazo de cadera). Los dispositivos médicos modernos y las prótesis a menudo están hechos de más de un material, por lo que no siempre es suficiente hablar de la biocompatibilidad de un material específico.

## Biopolímeros
Los biopolímeros son polímeros producidos por organismos vivos. Ejemplos de biopolímeros son la celulosa y almidón, proteínas y péptidos, ADN y ARN, en los que las unidades monoméricas, respectivamente, son los azúcares, aminoácidos y nucleótidos. La celulosa es el biopolímero más común y el compuesto orgánico más común en la Tierra.  Alrededor del 33% de toda la materia vegetal es celulosa.